# 쿠쿠홀딩스
쿠쿠홀딩스는 쿠쿠전자, 쿠쿠홈시스를 중심으로 한 지주회사이다. 2017년 12월 투자부문을 담당하는 지주사로 전환되었다.

## 개요
1978년 성광전자주식회사로 설립하여 전기보온밥솥, 전기압력밥솥, 주서믹서를 비롯한 주방가전을 주로 제조하는 회사이다. 2002년 쿠쿠전자주식회사로 상호를 변경하였다.
2017년 12월 1일자로 쿠쿠홈시스주식회사를 인적분할하고, (新)쿠쿠전자주식회사를 물적분할하였으며 남은 회사는 쿠쿠홀딩스주식회사로 변경하였다.

## 주요 연혁
- 1978년 11월 15일: 성광전자주식회사 설립.
- 1981년 6월 23일: 부산직할시 동래구 회동동에서 경상남도 양산군 양산읍 교리로 본점 이전.
- 2002년 10월 23일: 성광전자주식회사에서 쿠쿠전자주식회사로 상호 변경.
- 2004년 8월 6일: 유가증권시장에 상장.
- 2017년 12월 1일: 렌탈사업부문을 쿠쿠홈시스주식회사로 인적분할하고, 가전사업부문을 (新)쿠쿠전자주식회사로 물적분할, 남은 회사는 쿠쿠홀딩스주식회사로 상호 변경.
- 2018년 1월 11일: 쿠쿠홈시스주식회사 유가증권시장에 재상장.

## 본점 및 지점 현황
- 본점: 경상남도 양산시 유산공단2길 14 (교동)
- 서울: 서울특별시 강남구 언주로 652 (논현동)